# 中郷インターチェンジ
中郷インターチェンジ（なかごうインターチェンジ）は、新潟県上越市中郷区松崎にある上信越自動車道のインターチェンジ (IC) である。
ICの構造は平面Y字型になっており、下り線側の平面交差部で流入・流出双方とも信号機で一旦停止することになる。

## 道路
- E18 上信越自動車道（19番）
- 接続する道路：国道18号（上新バイパス）

## 料金所
- ブース数：4

### 入口
- ブース数：2
  - ETC専用：1
  - 一般：1

### 出口
- ブース数：2
  - ETC専用：1
  - 一般：1

## 周辺
- 関山駅
- 二本木駅

## 隣
E18 上信越自動車道
(18) 妙高高原IC - 妙高SA - (19) 中郷IC - (19-1) 新井PA/スマートIC - (20) 上越高田IC